# Dicallaneura decorata
Dicallaneura decorata är en fjärilsart som beskrevs av William Chapman Hewitson 1861. Dicallaneura decorata ingår i släktet Dicallaneura och familjen Riodinidae. Inga underarter finns listade i Catalogue of Life.

## Bildgalleri

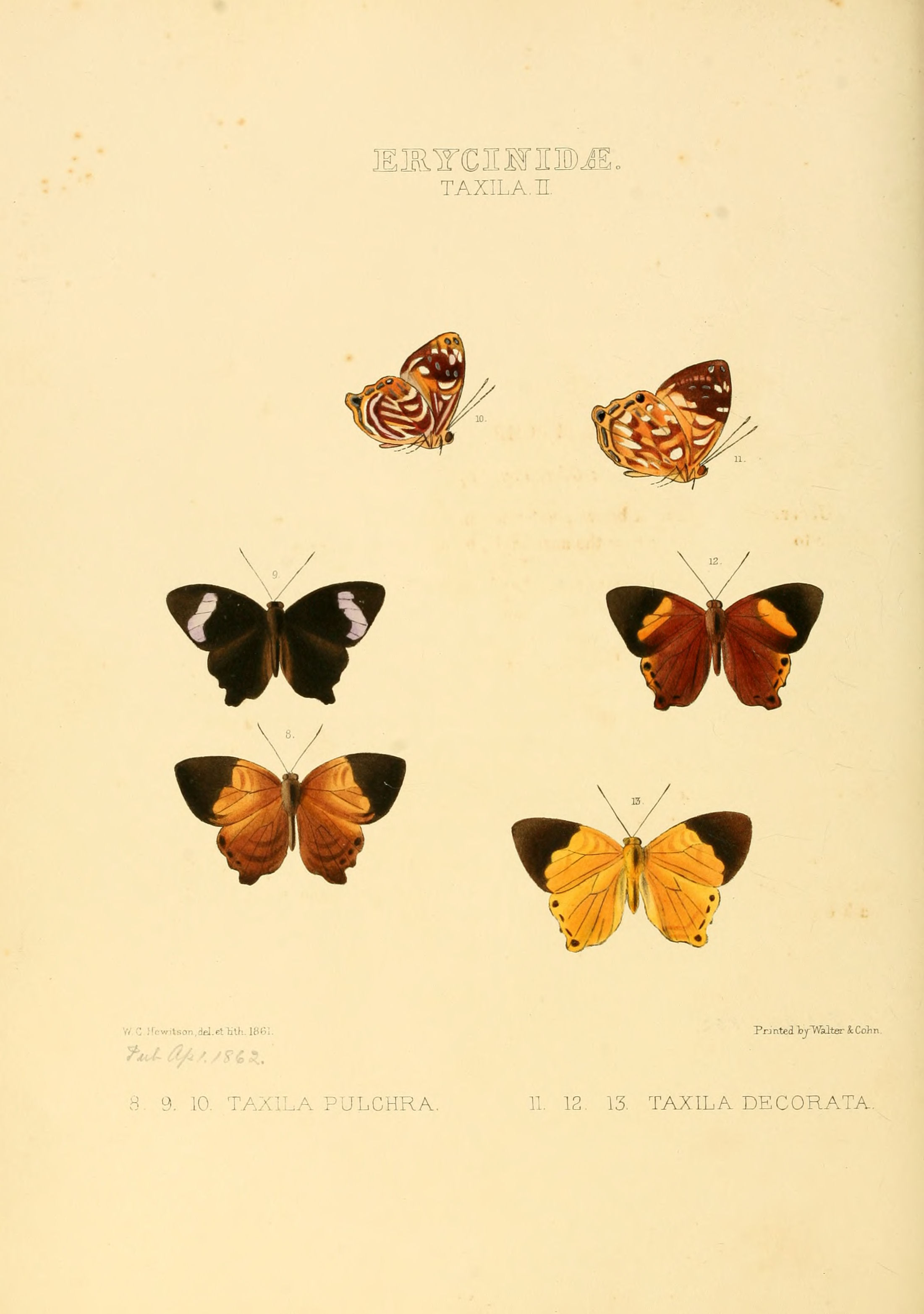
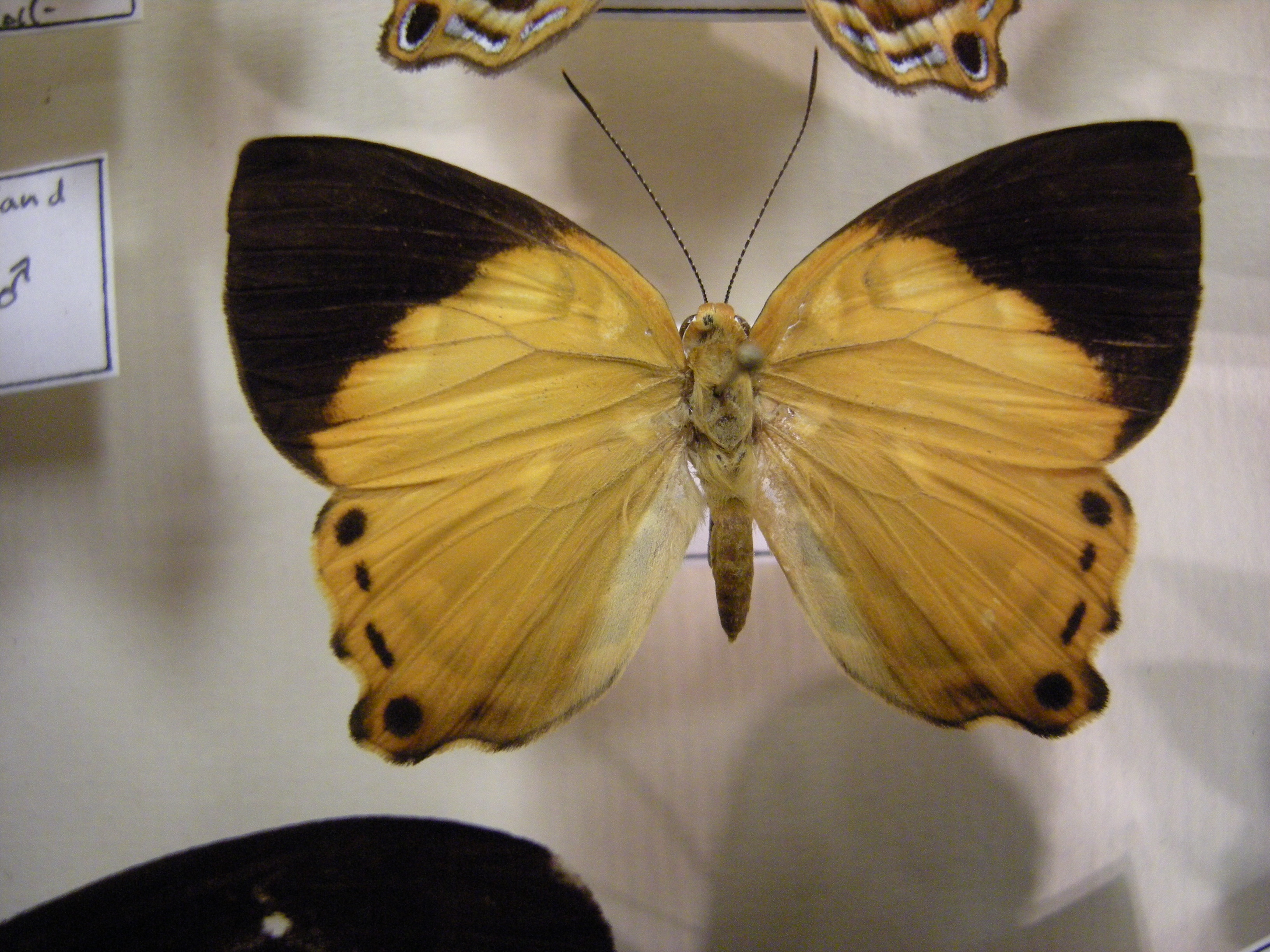